# استارتاپ ویکند

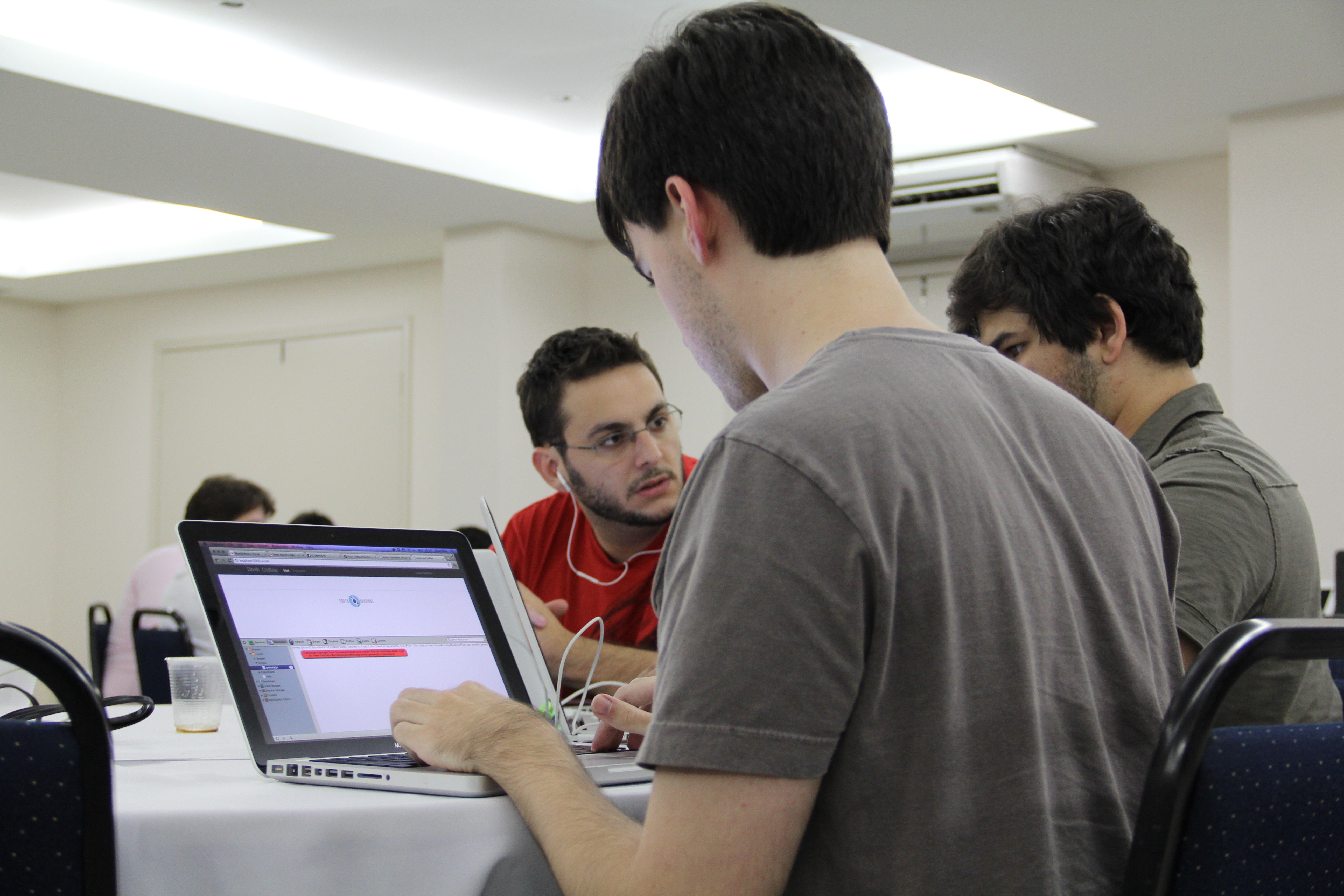
تصویر استارتاپ ویکند

استارتاپ ویکند (به انگلیسی: Startup Weekend) یک رویداد آموزشی - تجربی (Experiential Education) در سراسر دنیاست که در ۳ روز متوالی (در انتهای هفته) برگزار می‌گردد. در این برنامه شرکت کنندگان پر انگیزه‌ای شامل برنامه نویسان، مدیران تجاری، عاشقان استارتاپ، بازاریاب‌ها و طراحان گرافیک گرد هم می‌آیند تا طی ۵۴ ساعت ایده‌هایشان را مطرح کنند، گروه تشکیل بدهند و هر گروه ایده‌ای را اجرا کند.
این برنامه جهانی تا به حال در بیش از ۱۰۰۰ شهر دنیا (۱۳۵ کشور) برگزار گردیده و شبکه پهناوری از مشتاقان کارآفرینی را پدید آورده است. در استارتاپ ویکند ایده‌های زیادی مطرح می‌شوند اما آنچه در این برنامه اهمیت فراوان دارد فقط سه چیز است. اجرا، اجرا و فقط اجرا! این برنامه در خارج از ایران از ساعت ۶ بعد از ظهر روز جمعه آغاز و تا ساعت ۹ شب روز یکشنبه ادامه دارد. در ایران از ساعت ۳ بعد از ظهر روز چهارشنبه آغاز و تا ساعت ۹ شب روز جمعه ادامه دارد در این برنامه، شرکت کنندگان (حدوداً ۱۰۰ نفر در ۱۰ تیم) همگی در یک فضای مشترک قرار می‌گیرند و با کمک مربیان خبره که از میان کارآفرینان موفق انتخاب می‌گردند ایده‌ها را به کسب و کار تبدیل می‌نمایند. در پایان برنامه تیم‌ها پروژه‌های خود را به هیئتی از داوران که از میان جامعه سرمایه‌گذار و استادان دانشگاهی و کارآفرینان هستند، ارائه می‌نمایند. این رویداد در سطح جهانی توسط برندهای معتبری همچون گوگل، مایکروسافت، آمازون و … حمایت تجاری می‌گردد.

## تاریخچه
در سال ۲۰۰۷ در شهری به نام بولدر در ایالت کلرادو آمریکا (Boulder, Colorado) توسط شخصی به نام آندرو هاید (Andrew Hyde) برگزار شد. اون تعداد ۷۰ کارآفرین را به منظور ایجاد یک استارتاپ به طول ۵۴ ساعت جمع کرد. این مدل در شهرهای مختلف جهان نیز گسترش پیدا کرد. در ژانویه ۲۰۱۰، مارک نگر (Marc Nager) و کلینت نلسون (Clint Nelsen) مالکیت کامل آن را گرفتند و به عنوان یک سازمان بدون هدف سودجویانه به شهر سیاتل نقل مکان کردند. در پائیز سال ۲۰۱۰ نیز، از بنیاد کافمن (Kauffman) کمک مالی دریافت کرده‌است. از زمان خرید این رویداد، حدود ۸۰ رویداد در کانادا، آمریکا، انگلستان و آلمان برگزار کرده‌است. این رویداد کارآفرینی تا سال ۲۰۱۶ در بیش از ۱۰۰۰ شهر دنیا برگزار شده‌است.

## فرایند و ساختار رویداد
پیشنهاد ایده‌ها: شرکت‌کنندگان ایده‌های خود را ارائه می‌دهند و سایرین به بهترین ایده‌ها رأی می‌دهند.
تشکیل تیم‌ها: تیم‌هایی با ترکیب مهارت‌های متنوع (برنامه‌نویسی، طراحی، بازاریابی و...) تشکیل می‌شوند.
توسعه MVP: تیم‌ها با کمک مربیان و استفاده از ابزارهای موجود، نسخه اولیه محصول (MVP) خود را توسعه می‌دهند.
ارائه نهایی: تیم‌ها نتایج کار خود را به داوران و سرمایه‌گذاران ارائه می‌کنند.